# تشارلز ديفيس (منافس ألعاب قوى)
تشارلز ديفيس (بالإنجليزية: Charles Davis) هو منافس ألعاب قوى أمريكي، ولد في 21 سبتمبر 1993 في ورسستر في الولايات المتحدة.

## روابط خارجية
- تشارلز ديفيس على موقع اللجنة الأولمبية والبارالمبية الأمريكية (الإنجليزية)